# Sigeo
Sigeo o Sigeion (in greco antico Σίγειον / Sígeion, in latino Sigeum) è stata una città greca situata con un promontorio nella regione della Troade, alla foce del fiume Scamandro (nome attuale Karamenderes).
È stata la prima colonia fondata da Atene, intorno al 610 a.C.; la sua importanza risiedeva nel fatto che fosse un avamposto fisso che garantiva le forniture di grano dalle regioni del mar Nero.
Il sito è stato oggetto dal 2006 di una campagna di scavi portata avanti dall'Università di Tubinga sotto il patrocinio del Deutsches Archäologisches Institut.

## Cittadini illustri
- Damaste di Sigeo
- Hegesistrato o Egesistrato di Sigeo (Ἡγησίστρατος), figlio del tiranno ateniese Pisistrato e della concubina argiva Timonassa. Venne, a sua volta, fatto tiranno della città di Sigeo per volere del padre. Quando suo fratello Ippia fu espulso da Atene nel 510 a.C. si rifugiò a Sigeo.